# AC Gozzano
Die Associazione Sportiva Dilettantistica Calcio Gozzano ist ein italienischer Fußballverein aus Gozzano. Der Verein trägt seine Heimspiele im Stadio Alfredo d’Albertas aus, das Platz bietet für 1526 Zuschauer. Die AC Gozzano spielte bisher noch nie erst- oder zweitklassig und ist derzeit in der Serie D, der 4.-höchsten Spielklasse in Italien, zu finden.

## Geschichte
Die heutige Associazione Calcio Gozzano wurde im 1920 unter dem Namen Club Sportivo Juventus in Gozzano, einer Gemeinde mit heutzutage etwa 5600 Einwohnern innerhalb der Provinz Novara in der oberitalienischen Region Piemont, gegründet.
Bis 1924 nahm der neu gegründete Verein nicht am Spielbetrieb teil, sondern hatte im sportlichen Bereich nur seltene lokale Auftritte. 1924 schloss sich die CS Juventus dem italienischen Fußballverband an und war damit berechtigt, an nationalen Wettbewerben teilzunehmen. Allerdings spielte der Verein sehr unterklassig und hatte von 1962 bis 1967 auch eine inaktive Phase. Ab 1937 ungefähr hieß der Verein nun Associazione Calcio Gozzano.
In der 1978/79 Saison wurde die Mannschaft zum ersten Mal in die Serie D befördert; in den 2010/11 und 2014/15 Saisonen erreichte es erneut die Kategorie.
Nach mehr als neun Jahrzehnten in den italienischen Amateurligen, gewann der Verein in der 2017/18 Saison die Gruppe A der Serie D und stieg in die Serie C auf, wo er zum ersten Mal in seiner Geschichte eine professionelle Meisterschaft erreichte.

## Erfolge
- Serie D/A: 1× (2017/18)
- Eccellenza Piemont-Aostatal: 2× (2010/11, 2014/15)
- Promozione Piemont-Aostatal: 2× (1978/79, 2003/04)
- Amateur-Italienpokal Piemont-Aostatal: 1× (2014/15)
- Prima Divisione Piemont-Aostatal: 3× (1945/46, 1951/52, 1956/57)
- Prima Categoria Piemont-Aostatal: 1× (1998/99)
- Seconda Categoria Piemont-Aostatal: 1× (1969/70)
- Terza Categoria Piemont-Aostatal: 1× (1967/68)